# 井口洋夫
井口洋夫（日语：／，1927年2月3日—2014年3月20日），廣島县廣島市人，日本化学家、東京大学名誉教授。

## 生平
毕业于第一高等学校。1948年，毕业于東京大学理学部化学科卒業。后担任助教。1956年，获得理学博士。1960年，担任東京大学物性研究所助教授。1967年，任東京大学物性研究所教授。1975年，任分子科学研究所教授。1987年，任岡崎国立共同研究機構分子科学研究所所長。1993年，任岡崎国立共同研究機構長。1996年，担任日本国际高等研究所副所長。2009年，任豊田理化学研究所所長。
2014年3月20日，因脳出血死于東京都的医院，享年87岁。

## 荣誉
- 1994年 文化功勞者
- 1996年 日本学士院会員
- 2001年 文化勳章

## 脚注
1. ↑  豊田理化学研究所所長の井口洋夫さん死去 （页面存档备份，存于） 有名人の葬儀 2014年3月26日
2. ↑  広島市広報紙 市民と市政 4月15日号 哀悼の意を表します （页面存档备份，存于）、2007年第23回京都賞記念講演会講演録 井口洋夫 （页面存档备份，存于）
3. ↑  井口洋夫氏が死去 豊田理化学研究所所長、東京大名誉教授 （页面存档备份，存于） 日本経済新聞 2014年3月25日